# Тегернхајм
Тегернхајм (њем. Tegernheim) општина је у њемачкој савезној држави Баварска. Једно је од 41 општинског средишта округа Регенсбург. Према процјени из 2010. у општини је живјело 4.741 становника. Посједује регионалну шифру (AGS) 9375204.

## Географски и демографски подаци
Тегернхајм се налази у савезној држави Баварска у округу Регенсбург. Општина се налази на надморској висини од 332 метра. Површина општине износи 11,4 km². У самом мјесту је, према процјени из 2010. године, живјело 4.741 становника. Просјечна густина становништва износи 415 становника/km².